# 草津バスストップ
草津バスストップ（くさつバスストップ）は、滋賀県草津市岡本町の名神高速道路上にあるバス停。名神草津とも言う。現在ではこのバス停に停車する高速バスは存在せず、西日本高速道路（NEXCO西日本）の管理用施設に転用されている。

## 歴史
- 2002年6月1日 名神ハイウェイバスの急行便が廃止されたため、当バス停には、高速バスが停車しなくなった。

## 周辺
- 草津市立志津小学校
- ファミリーマート草津岡本町店
- セブンイレブン草津青地町店

## 隣
名神高速道路
(30)栗東IC - 草津BS - (30-1)草津JCT